# Moszkvai békeszerződés
A moszkvai békeszerződés Finnország és Szovjetunió között jött létre 1940. március 12-én, ratifikálására március 21-én került sor, mely hivatalosan is lezárta a 105 napos téli háborút. A szerződés földterületek átengedésére kötelezte Finnországot a Szovjetunió felé, ez lehetővé tette Finnország tartós függetlenségét, a teljes szovjet katonai megszállás elkerülését. A szerződést a Szovjetunió részéről Vjacseszlav Molotov, Andrej Zsdanov és Alekszandr Vasziljevszkij, Finnország részéről pedig Risto Ryti, Juho Kusti Paasikivi, Rudolf Walden és Väinö Voionmaa írták alá.

## Háttér
A finn kormányzat 1940. január 31-én Stockholmon keresztül megkapta az első békejavaslatot a Szovjetuniótól. Ezt követően a Vörös Hadsereg megkezdte az ország teljes bevételét. Ezekben a napokban a finn kormányzat megkezdte a javaslat elfogadásának előkészítését. A szovjet igény szerint Finnország átengedi a Karéliai földszorost, beleértve Viipuri várost is, valamint a Ladoga-tó finnországi partszakaszait. A Hanko-félszigetet pedig bérbe veszik harminc évre.
Finnország elutasította ezeket a kéréseket és diplomáciai úton katonai segítséget kért Svédországtól, Franciaországtól és az Egyesült Királyságtól. Noha az ország mérete nem tette lehetővé a hossza elnyúló folyamatos ellenállást, a téli háború frontszakaszainak erős védelme lehetővé tette egy lehetséges népszövetségi intervenció kieszközölésének kivárását. Érkeztek pozitív jelek Franciaország és az Egyesült Királyság felől (repülőgépek és fegyverek eladása), illetve a Svédországgal fennálló kölcsönös segítségnyújtás is bizakodásra adott okot, emiatt végül nem siettek megkötni a békemegállapodásokat a szovjetekkel.
1940 februárjában a finn haderő vezérkari főnöke, Mannerheim tábornagy növekvő pesszimizmusának adott hangot a katonai helyzetet illetően és kérte a kormányt, hogy február 29-én kezdjék meg a béketárgyalásokat. Még ezen a napon a Vörös Hadsereg megkezdte Viipuri elleni támadását.

## A durva béke
1940. március 6-án a Risto Ryti finn miniszterelnök vezette delegáció megérkezett Moszkvába. A tárgyalások alatt a szovjet csapatok Talinál áttörték a frontvonalat és Viipuri közel állt az eleséshez.
A békemegállapodást március 12-én éjfélkor írták alá, ami a finn időzóna szerint március 13-a hajnali 1 óra volt. A szerződésben kikötötték, hogy a még aznap, leningrádi idő szerint délben fegyverszünetnek kell beállnia (finn idő szerint 11 órakor), a harcok addig az időig folytatódhatnak.
Egy évvel később, 1941 június végétől a fegyveres szembenállás ismét kiújult a folytatólagos háborúban, majd augusztus végétől Finnország Németország szövetségesévé lépett elő, melyet 1944-ben a moszkvai fegyverszünet zárt le végérvényesen.

## Fordítás
- Ez a szócikk részben vagy egészben  a   Moscow Peace Treaty című angol Wikipédia-szócikk ezen változatának fordításán alapul.  Az eredeti cikk szerkesztőit annak laptörténete sorolja fel. Ez a jelzés csupán a megfogalmazás eredetét és a szerzői jogokat jelzi, nem szolgál a cikkben szereplő információk forrásmegjelöléseként.